# Hoplitis lefeberi
Hoplitis lefeberi är en biart som beskrevs av Van der Zanden 1991. Hoplitis lefeberi ingår i släktet gnagbin, och familjen buksamlarbin. Inga underarter finns listade i Catalogue of Life.